# Guglielmo II d'Orange
Guglielmo II d'Orange (L'Aia, 27 maggio 1626 – L'Aia, 6 novembre 1650) fu principe di Orange e Statolder d'Olanda, Zelanda, Utrecht, Gheldria, Overijssel, Groninga e Drenthe della Repubblica delle Sette Province Unite, dal 14 marzo 1647 fino alla sua morte.

## Biografia

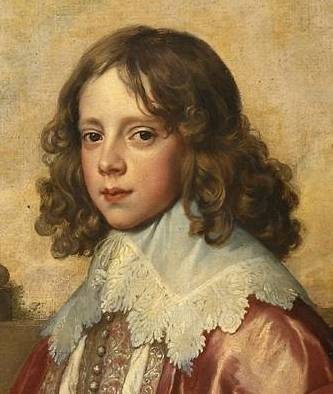
Il giovane principe Guglielmo d'Orange ritratto da Antoon van Dyck.

Guglielmo era figlio dello Statolder Federico Enrico d'Orange e di Amalia di Solms-Braunfels. Guglielmo il Taciturno era stato succeduto nella posizione di statolder e quindi di comandante militare dal figlio Maurizio di Nassau, che di seguito venne succeduto dal fratello Federico Enrico, padre appunto di Guglielmo II. Gli antenati di quest'ultimo governarono in unione con gli Stati Generali olandesi, un'assemblea dove venivano rappresentate le sette province dei Paesi Bassi, di cui la più vasta era l'Olanda.
Il 2 maggio 1641 Guglielmo sposò la Principessa Maria Enrichetta Stuart, figlia maggiore del Re Carlo I d'Inghilterra e di Enrichetta Maria di Francia, nella Cappella Reale del Palazzo di Whitehall, a Londra.
Nel 1648 egli si oppose al Trattato di Münster, malgrado questo riconoscesse l'indipendenza dei Paesi Bassi. Segretamente, infatti, Guglielmo aveva aperto dei negoziati con la Francia con l'obbiettivo di estendere i propri territori sotto un governo centralizzato. Inoltre, egli tramava per la restaurazione del cognato, Carlo II, sul trono d'Inghilterra.
Nel 1650 Guglielmo II venne coinvolto in una querelle con il reggente di Amsterdam, Andries Bicker e la potente confederazione dei mercanti tra cui figuravano personaggi come e Cornelis de Graeff sul tema della riduzione delle truppe sulla linea del Trattato di Münster. Guglielmo si oppose alla riduzione delle armate, fatto che avrebbe diminuito una delle sue basi più potenti. Per evitare questo, Guglielmo imprigionò otto membri della nobiltà olandese nel Castello di Loevestein. Inoltre egli inviò il cugino Guglielmo Federico di Nassau-Dietz con un'armata di 10.000 uomini a prendere possesso di Amsterdam con la forza, ma l'intento fallì anche a causa delle pessime condizioni atmosferiche che resero impossibili alcune azioni militari fondamentali.
Dopo aver prestato servizio come Statolder d'Olanda, Zelanda, Utrecht, Gheldria e Overijssel per soli tre anni, egli morì di morbillo nel 1650. Suo figlio Guglielmo nacque una settimana dopo la sua morte. Questo fu l'inizio del primo periodo di vacanza dello statolderato per le province d'Olanda, Zelanda, Utrecht, Gheldria e Overijssel. Il figlio gli succedette nel 1672 come Statolder e successivamente, nel 1689, divenne anche Re d'Inghilterra.

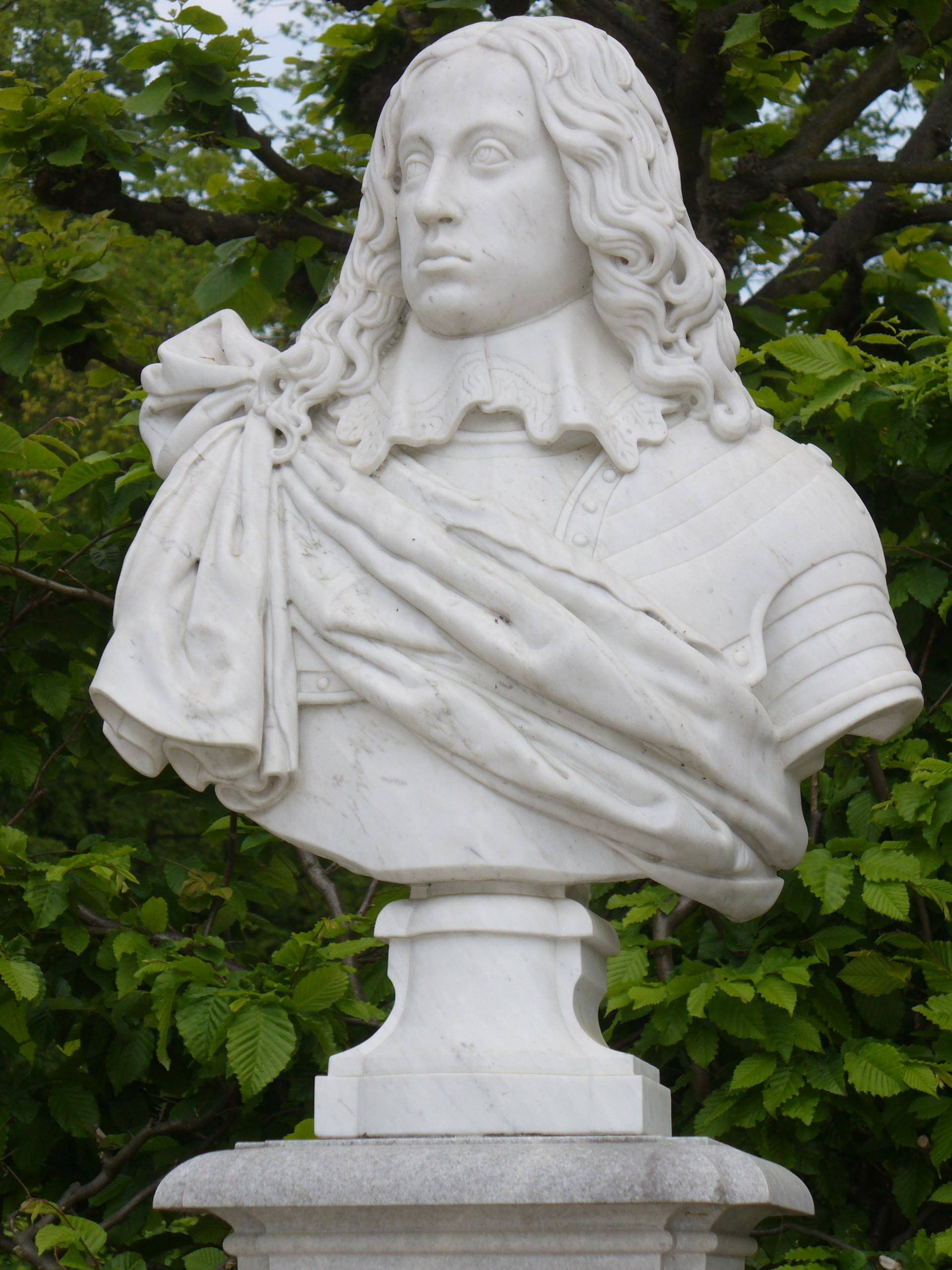
Busto del principe Guglielmo II a Potsdam
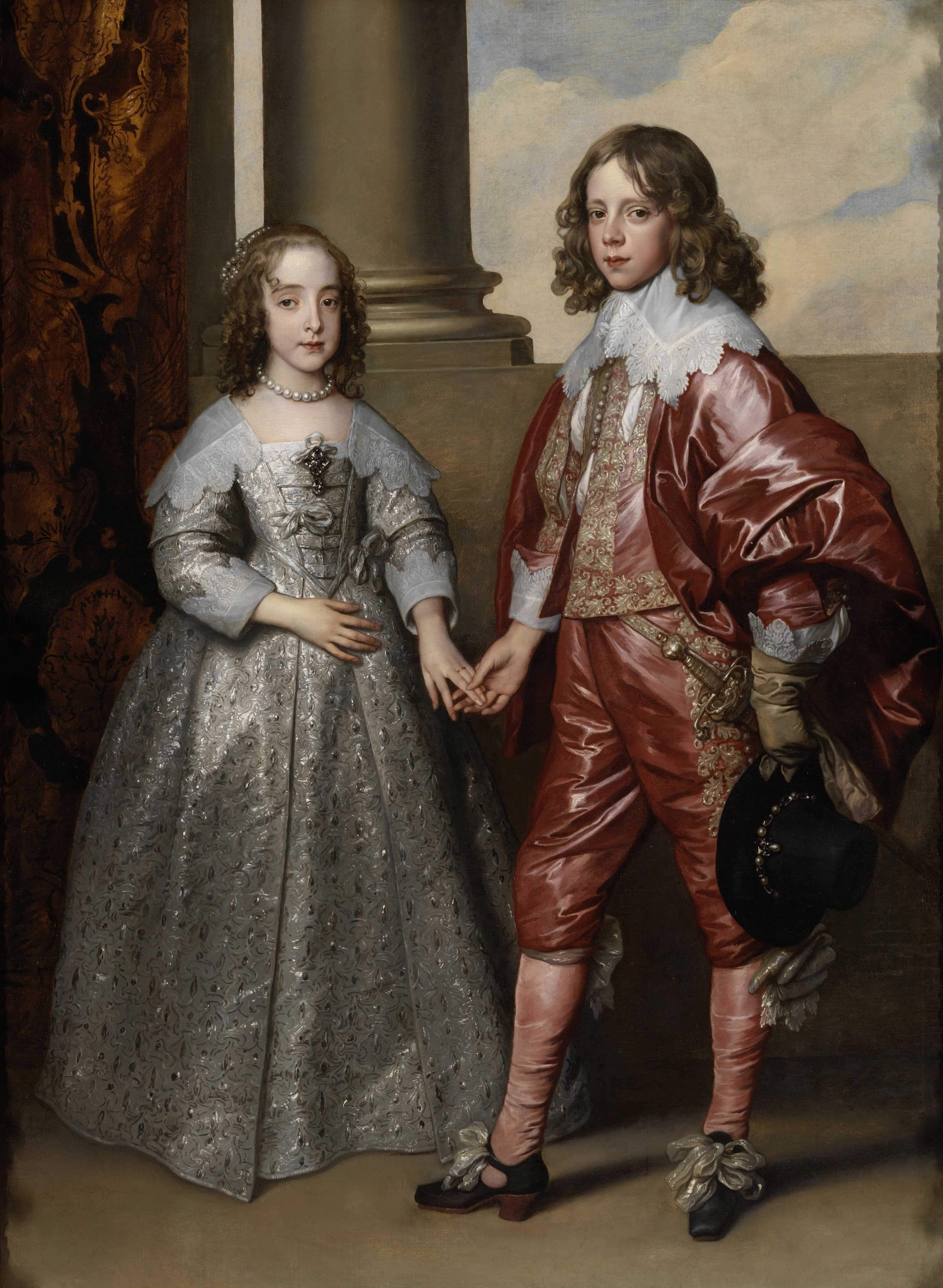
Doppio ritratto commemorativo della promessa di matrimonio tra Guglielmo e Maria Enrichetta Stuart, di Anthony van Dyck (Ritratto di Guglielmo II di Nassau-Orange e la principessa Maria)
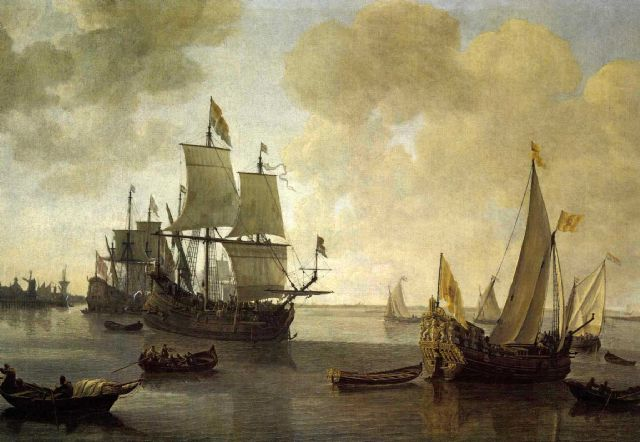
Dipinto di Lieve Pietersz Verschuier raffigurante la nave di stato del principe Guglielmo II d'Orange

## Antenati
|                                       |                            |                                 | Genitori                           |  |  | Nonni |  |  | Bisnonni                         |  |  | Trisnonni                        |  |
|                                       |                            |                                 |                                    |  |  |       |  |  | Guglielmo I di Nassau-Dillenburg |  |  | Giovanni IV di Nassau-Dillenburg |  |
|                                       |                            |                                 |                                    |  |  |       |  |  | Guglielmo I di Nassau-Dillenburg |  |  | Giovanni IV di Nassau-Dillenburg |  |
|                                       |                            | Elisabetta d'Assia-Marburg      |                                    |  |  |       |  |  | Guglielmo I di Nassau-Dillenburg |  |  |                                  |  |
| Guglielmo I d'Orange                  |                            |                                 |                                    |  |  |       |  |  | Guglielmo I di Nassau-Dillenburg |  |  |                                  |  |
|                                       |                            | Giuliana di Stolberg            | Botho VIII di Solberg-Wernigerode  |  |  |       |  |  |                                  |  |  |                                  |  |
|                                       |                            | Giuliana di Stolberg            | Botho VIII di Solberg-Wernigerode  |  |  |       |  |  |                                  |  |  |                                  |  |
|                                       |                            | Giuliana di Stolberg            | Anna di Eppstein-Königstein        |  |  |       |  |  |                                  |  |  |                                  |  |
| Federico Enrico d'Orange              |                            | Giuliana di Stolberg            |                                    |  |  |       |  |  |                                  |  |  |                                  |  |
|                                       |                            | Gaspard de Châtillon            | Gaspard I de Coligny               |  |  |       |  |  |                                  |  |  |                                  |  |
|                                       |                            | Gaspard de Châtillon            | Gaspard I de Coligny               |  |  |       |  |  |                                  |  |  |                                  |  |
|                                       |                            | Gaspard de Châtillon            | Luisa di Montmorency               |  |  |       |  |  |                                  |  |  |                                  |  |
| Louise de Coligny                     |                            | Gaspard de Châtillon            |                                    |  |  |       |  |  |                                  |  |  |                                  |  |
|                                       |                            | Charlotte de Laval              | Guido XVI de Laval                 |  |  |       |  |  |                                  |  |  |                                  |  |
|                                       |                            | Charlotte de Laval              | Guido XVI de Laval                 |  |  |       |  |  |                                  |  |  |                                  |  |
|                                       |                            | Charlotte de Laval              | Antoinette d'Aillon                |  |  |       |  |  |                                  |  |  |                                  |  |
| Guglielmo II d'Orange                 |                            | Charlotte de Laval              |                                    |  |  |       |  |  |                                  |  |  |                                  |  |
|                                       | Corrado di Solms-Braunfels | Filippo di Solms-Braunfels      |                                    |  |  |       |  |  |                                  |  |  |                                  |  |
|                                       | Corrado di Solms-Braunfels | Filippo di Solms-Braunfels      |                                    |  |  |       |  |  |                                  |  |  |                                  |  |
|                                       | Corrado di Solms-Braunfels | Anna di Tecklenburg             |                                    |  |  |       |  |  |                                  |  |  |                                  |  |
| Giovanni Alberto I di Solms-Braunfels | Corrado di Solms-Braunfels |                                 |                                    |  |  |       |  |  |                                  |  |  |                                  |  |
|                                       |                            | Elisabetta di Nassau-Dillenburg | Guglielmo I di Nassau-Dillenburg   |  |  |       |  |  |                                  |  |  |                                  |  |
|                                       |                            | Elisabetta di Nassau-Dillenburg | Guglielmo I di Nassau-Dillenburg   |  |  |       |  |  |                                  |  |  |                                  |  |
|                                       |                            | Elisabetta di Nassau-Dillenburg | Giuliana di Stolberg               |  |  |       |  |  |                                  |  |  |                                  |  |
| Amalia di Solms-Braunfels             |                            | Elisabetta di Nassau-Dillenburg |                                    |  |  |       |  |  |                                  |  |  |                                  |  |
|                                       |                            | Ludovico I di Sayn-Wittgenstein | Guglielmo I di Sayn-Wittgenstein   |  |  |       |  |  |                                  |  |  |                                  |  |
|                                       |                            | Ludovico I di Sayn-Wittgenstein | Guglielmo I di Sayn-Wittgenstein   |  |  |       |  |  |                                  |  |  |                                  |  |
|                                       |                            | Ludovico I di Sayn-Wittgenstein | Giovannetta di Isenburg-Neumagen   |  |  |       |  |  |                                  |  |  |                                  |  |
| Agnese di Sayn-Wittgenstein           |                            | Ludovico I di Sayn-Wittgenstein |                                    |  |  |       |  |  |                                  |  |  |                                  |  |
|                                       |                            | Elisabetta di Solms-Laubach     | Federico Magnus I di Solms-Laubach |  |  |       |  |  |                                  |  |  |                                  |  |
|                                       |                            | Elisabetta di Solms-Laubach     | Federico Magnus I di Solms-Laubach |  |  |       |  |  |                                  |  |  |                                  |  |
|                                       |                            | Elisabetta di Solms-Laubach     | Ines di Wied                       |  |  |       |  |  |                                  |  |  |                                  |  |
|                                       |                            | Elisabetta di Solms-Laubach     |                                    |  |  |       |  |  |                                  |  |  |                                  |  |